# Poço de Maria

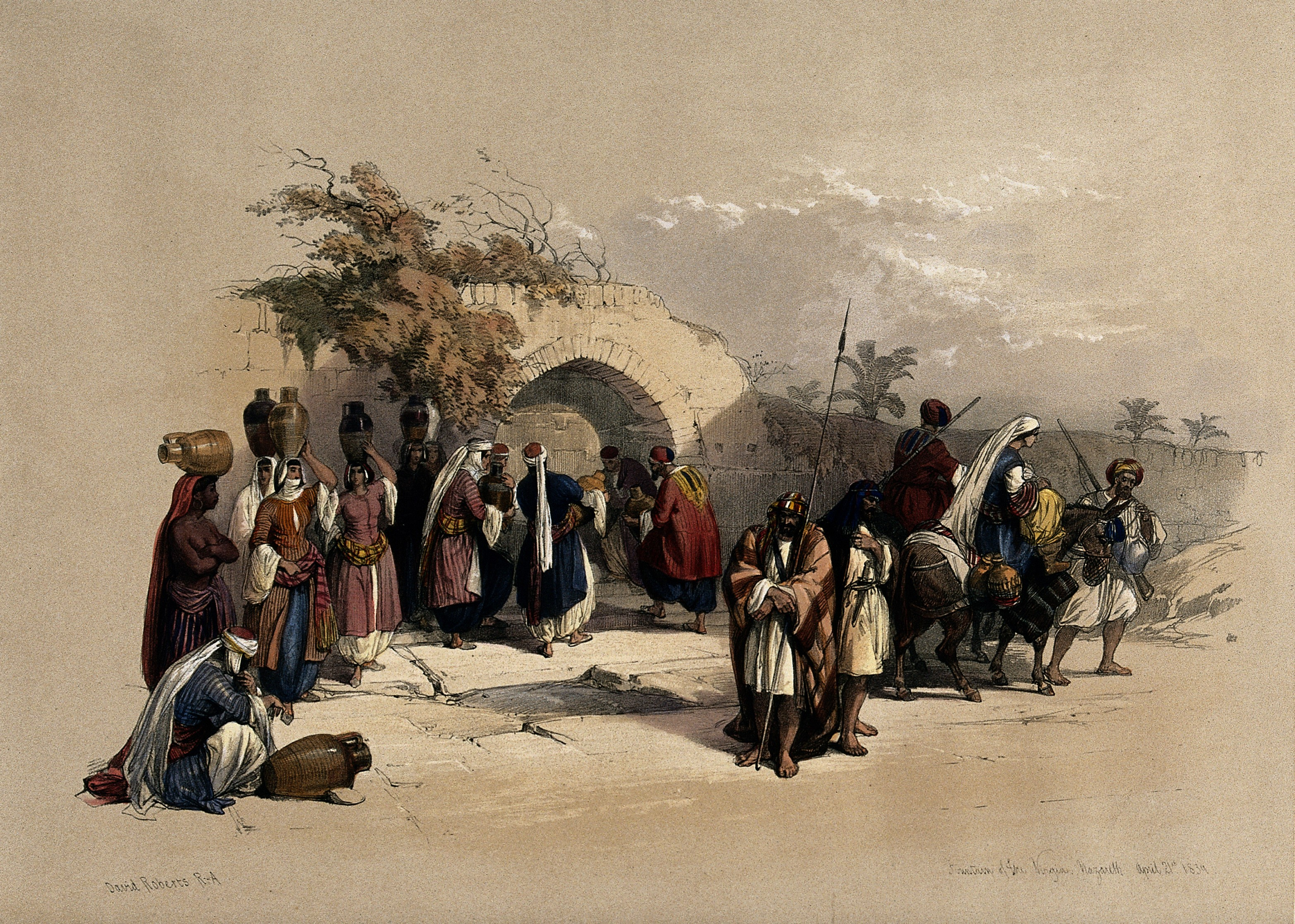
Poço de Maria em 1839, por David Roberts, da Terra Santa, Síria, Idumeia, Arábia, Egito e Núbia

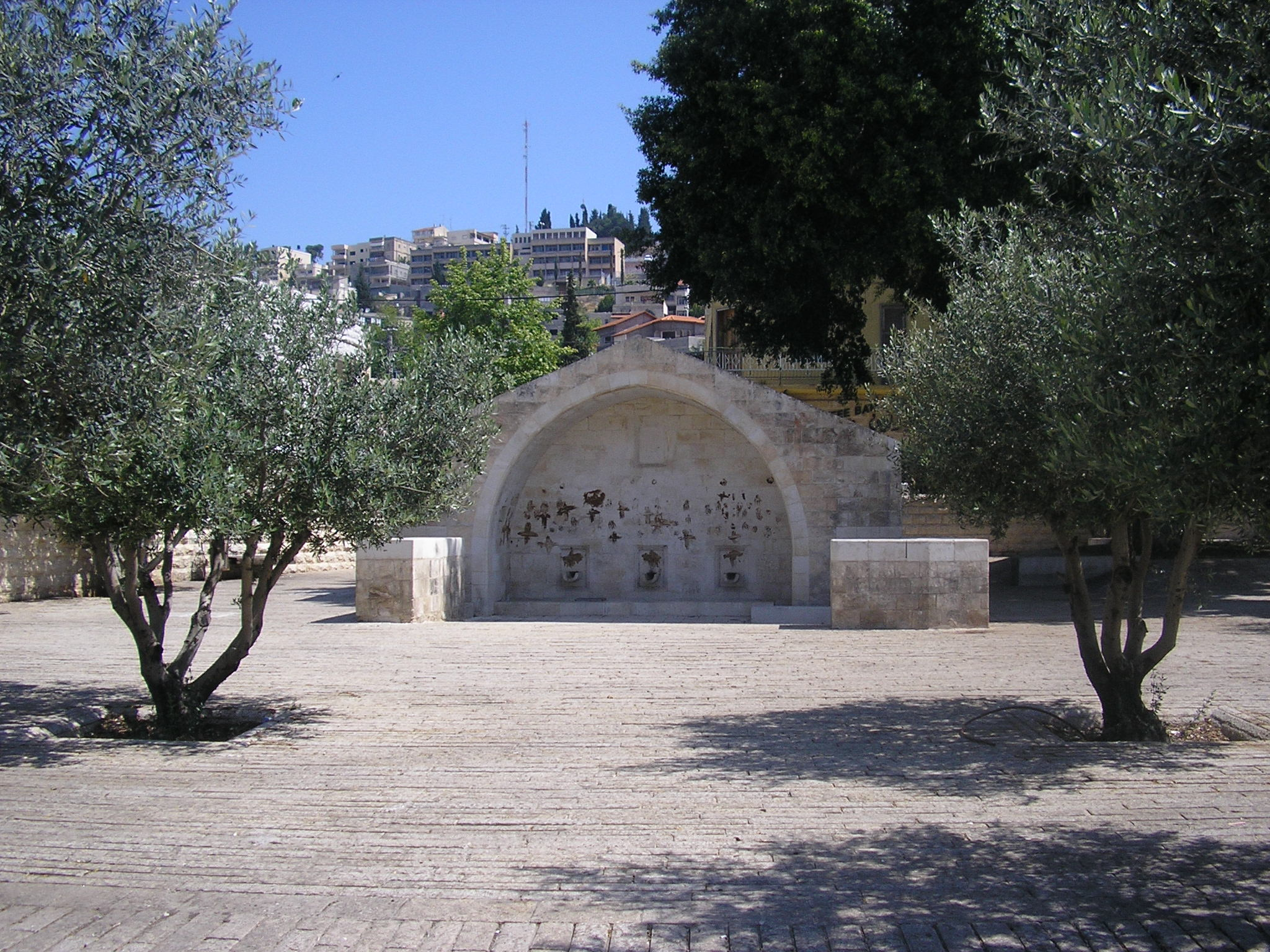
Poço de Maria em Nazaré, 2005.

Poço de Maria ( em hebraico: מעיין מרים, em árabe: عين العذراء  , ʿAin il- ʿadhrāʾ ou "A fonte da Virgem Maria ") é considerada como estando localizada no local onde, de acordo com uma tradição cristã associada ao Evangelho apócrifo de Tiago, o anjo Gabriel apareceu a Maria e anunciou que ela daria à luz o Filho de Deus – um evento conhecido como a Anunciação. Foi ainda associado no passado a episódios de outro evangelho apócrifo da infância, o Evangelho da Infância de Tomé.  
Encontrado logo abaixo da Igreja Ortodoxa Grega da Anunciação, em Nazaré, dedicada à Anunciação, o poço era alimentado até recentemente por um aqueduto conectado a uma nascente e serviu durante séculos como um ponto de encontro para os moradores. Reconstruída duas vezes no século XX, uma em 1967 e outra em 2000, a estrutura atual é uma representação simbólica daquela que já foi usada. De acordo com Fu'ad Farah, "a comunidade ortodoxa apoiou a substituição da estrutura, porque então os peregrinos e turistas poderiam notar que, por ser uma estrutura nova, não era um local tradicional", e o local tradicional era, para ele, a "fonte" dentro da igreja ortodoxa. Para incentivar ainda mais os peregrinos a visitar a igreja, os canos que abasteciam o poço com água foram cortados durante a reconstrução. 
Dois, talvez até três locais são popularmente conhecidos como Poço de Maria – a fonte sob a Igreja Ortodoxa Grega da Anunciação, a estrutura do poço na praça 50 metros ao sul dela e uma suposta fonte sob a Basílica da Anunciação.   

## Em textos religiosos

### Evangelho Apócrifo de Tiago

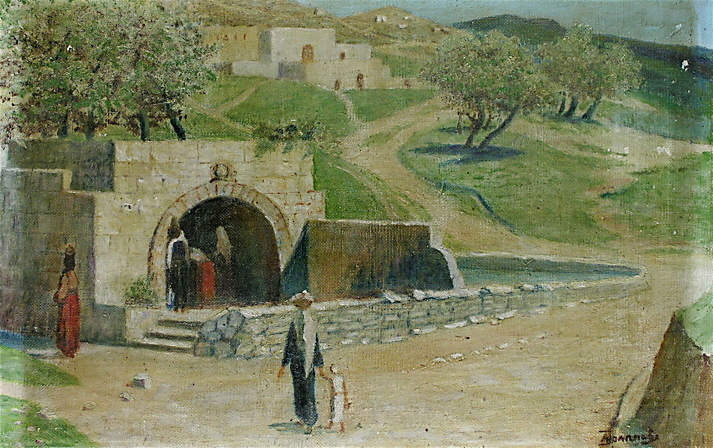
Pintura imaginando como o poço poderia ter sido no século I d.C. (Vasily Dmitrievich Polenov).

A fonte escrita mais antiga  a menção a um poço ou fonte sendo o local da Anunciação vem do Protoevangelho de Tiago, um evangelho não canônico que data do século II.  O autor escreve:
"E ela pegou o cântaro e saiu para tirar água, e eis que uma voz disse: 'Ave Maria, cheia de graça, você é bendita entre as mulheres.'" 

### Evangelho Apócrifo de Tomé
O Evangelho da Infância de Tomé menciona o menino Jesus quebrando o jarro com o qual deveria trazer água do poço, mas milagrosamente carregando a água em seu manto. 

### Evangelho de Lucas
O Evangelho canônico de Lucas não menciona a extração de água em seu relato da Anunciação.
1. ↑  Pringle, Denys (1998). The Churches of the Crusader Kingdom of Jerusalem: L-Z (excluding Tyre) Illustrated ed. [S.l.]: Cambridge University Press. pp. 140–143. ISBN 0-521-39037-0
2. ↑  Emmett 1995, p. 83: "With the building of the several churches at the site, the water was eventually channeled fifty yards beyond the church to make it more accessible to villagers. The structure built over the terminus of the water supply has a distinct shape, resembling five sides of an octagon standing on end. Several decades ago, the municipality, which owns Mary's well and uses its image on the municipal logo, tore down the centuries-old structure and replaced it with a larger limestone structure in the same five-sided shape. Fu'ad Farah noted that the Orthodox community supported replacing the structure, because then pilgrims and tourists could note that because of its newness it was not a traditional site. Farah took action to further ensure that pilgrims visited the correct site by personally cutting the pipes leading down to Mary's well."
3. ↑  Slyomovics 2009, p. 18: "Despite the location of Mary's well in the crypt of Greek Orthodox St. Gabriel's Church, popular belief conflates this miraculous event to yet a third site hydrologically connected to the second at Nazareth's central spring known also as the Virgin's Fountain or St. Mary's Well Square. Differences between the two churches are doubly spatial: not only the dispute over the precise spot of the Annunciation, but a set of spatial differences in which Greek Orthodox popular belief gives prominence to the public space of Nazareth's meeting point as opposed to the private, intimate, domestic female space described by Latin Christian texts."
4. ↑  Slyomovics 2009, p. 16: "Despite the singularity of the miracle of the messianic Annunciation, two churches built in Nazareth each vied to preserve a unique moment in mankind's history at a precise locale that marks when and where the Angel Gabriel appeared to Mary in fulfillment of the prophecy in Isaiah 7:14: "Therefore the Lord himself will give you a sign: The virgin will be with child and will give birth to a son, and will call him Immanuel." For Roman Catholics, the divine-human encounter enacted through Gabriel to Mary occurred within the courtyard confines of the Basilica of the Annunciation. Built as late as 1730 as a Franciscan church, demolished in 1955, and constructed anew by 1969, the Basilica is a Nazareth landmark labeled the largest house of Christian worship for Roman Catholics in the Middle East. The Basilica stands in contrast to parallel claims of the Greek Orthodox location of the Annunciation. As with two Annunciation sites in Nazareth, there are also two, if not three, wells associated with the Virgin Mary where Mary, accompanied by the child Jesus, drew water for her everyday needs: one located within the enclosure walls of the Roman Catholic Basilica, and a second, within the Greek Orthodox St. Gabriel Church in the Chapel of the Spring, both sites renowned as tourist and pilgrimage destinations for centuries. Sectarian differences focus on the geography of the Annunciation, less so sustained by core theological divergences. Each church claims to possess the actual geographical feature of Mary's Well, just as each church maintains the association of the Virgin Mary symbolically and mythically with water."
5. ↑  Slyomovics 2009, p. 41.
6. ↑  Chad Fife Emmett (1995). Beyond the Basilica:Christians and Muslims in Nazareth. [S.l.]: University of Chicago Press. ISBN 0-226-20711-0